# N’Dali
N’Dali  ist eine Stadt, ein Arrondissement und eine 3.748 km2 große Kommune in Benin. Sie liegt im Département Borgou. 

## Demografie und Verwaltung
Das Arrondissement N’Dali hatte bei der Volkszählung im Mai 2013 eine Bevölkerung von 23.264 Einwohnern, davon waren 11.672 männlich und 11.592 weiblich. Die gleichnamige Kommune hatte zum selben Zeitpunkt 113.604 Einwohner, davon waren 57.643 männlich und 55.961 weiblich.
Die vier weiteren Arrondissements der Kommune sind Bori, Gbégourou, Ouénou und Sirarou. Kumuliert umfassen alle fünf Arrondissements 64 Dörfer.

## Wissenswertes
In der Stadt kreuzen sich die Fernstraßen RNIE2 und RN6.